# 杨照辉 (1944年)
杨照辉（1944年5月5日—2015年），普米族学者、研究员，中国云南省怒江州兰坪县人。

## 生平
1975年毕业于云南民族学院汉语文学系，先后在云南省贫协委员会、云南省社科院少数民族文学研究所等单位工作。精通普米语、白语、傈僳语、拉玛语等语言，是中国民间文艺家协会、云南省民间文艺家分会、云南省民族学会、云南省宗教学会、云南省伦理学会会员。

## 科研经历
1980年至2002年的22年间，曾多次到滇、川、青、甘多个区域调查、研究普米族历史文化，同时还利用熟知多民族语言的优势，调查与普米族有直接或见解关联的藏、汉、羌、蒙、回、彝、白、纳西、傈僳、怒等民族的历史文化现象并撰写资料、发表科研成果，包括专著、译著、论文和民间文学作品。

## 主要著作
《普米族文化探幽》、《普米族文化大观》、《普米族文学简史》、《普米族》等

## 获奖
民间文学作品《接亲调》于1982年11月24日获云南省民族民间文学优秀作品奖。
论文《羌族普米族宗教巫术文化比较》于1994年4月23日获云南省社科院1989-1993年优秀科研成果奖。
由中宣部、文化部、国家民委、中国社科院联合下达的国家“七五”、“八五”重点项目之一的《普米族文学简史》，由云南民族出版社于1996年12月出版，共17.8万字，荣获1998年10月第四届全国当代少数民族文学研究优秀着作一等奖。
国家“八五”艺术学科重点项目之一的《普米族文化大观》，由云南民族出版社于1999年9月出版，共20万字，内涵照片21幅，2000年9月8日经中国图书奖评委会评定，荣获第十二届中国图书奖。
著作《普米族文化大观》于2000年9月18日获首届中国民间文艺山花奖优秀著作奖。

## 资料来源
- 普米族名人杨照辉 （页面存档备份，存于）
- 普米族学者——杨照辉
- 人口较少、受其他民族影响很大的民族 （页面存档备份，存于）